# Jana Mařasová
Jana Mařasová, rozená Svobodová, (* 11. května 1969 Praha) je česká herečka, zpěvačka a dabingová režisérka.

## Život
Narodila se do umělecké rodiny herců a zpěváků Jany Svobodové (Novákové) a Luboše Svobody. Otec byl skladatelem, zpěvákem a farářem církve československé husitské; oba rodiče mj. účinkovali v divadle Semafor, především v představeních Miloslava Šimka a Jiřího Grossmanna, kde zpívali křesťanské písně.

### Studium
Jana od dětství navštěvovala LŠU (Lidovou školu umění), učila se hrát na klavír, studium zakončila absolventským koncertem na Novotného lávce. V roce 1987 úspěšně absolvovala (ukončila maturitou) hudebně dramatické oddělení na Státní konzervatoři v Praze. Ještě na škole natočila pro Český rozhlas dvě rozhlasové hry (Projížďka po moři a Projížďka mezi ledovci, autor R. Lošťák, režie K. Weinlich). Na konzervatoři navštěvovala také oddělení pop-music.

### Profese
Rodiče hráli a zpívali v divadle Semafor (v představeních Šimka a Grossmanna), Jana s rodiči často v divadle pobývala a tak pro ní Miloslav Šimek v jejích deseti letech napsal první roli – v představení Návštěvní den č. 7. Později se stala vystupující zpěvačkou především v pořadu Zajíc v pytli,účinkovala v představení Besídka bývalých žáků zvláštní školy, Zavěste, prosím, volá Semafor, Jedeme do Evropy, Čichám, čichám Ameriku aj. V divadle získala i svůj umělecký pseudonym „Mařasová“, od přezdívky „Mařaska“, vymyšlené Luďkem Sobotou. V divadle strávila 15 let. Jako filmová herečka se uplatnila především v 80. letech, později se začala věnovat především dabingu a divadlu. Hrála v několika filmech (Fontána pro Zuzanu, Anděl s ďáblem v těle, televizní muzikál Čajová Julie, Zastihla mě noc, seriál Kousek nebe, Dlouhá míle aj.). Po sametové revoluci se zásluhou Jiřího Krampola dostala k práci v dabingu.
Namluvila a nazpívala většinu princezen ve filmech Walta Disneyho, dabovala v seriálu Malá mořská víla, ve filmech Kráska a zvíře, Legenda o Mulan, Kouzelný kolotoč, Lví král a Alladin. Ve filmu Princ egyptský mimo dabingu nazpívala duet s K. Brožovou; původní verzi písně nazpívala Whitney Houston a Mariah Carey. Namluvila herečky v seriálech Dynastie, To je vražda, napsala, Sběratelé kostí i např. Will a Grace a v mnoha dalších.
Pracuje i na úpravě dialogů, např. pro Netflix seriál Virgin River, New Amsterdam, pro Primu Spoutaná láska, seriály Closer: Nové příběhy, Brooklyn Nine-Nine, britský seriál Lewis, mnohé příběhy Rosamundy Pilcher a další německé seriály, pro Českou televizi 45dílný kreslený seriál Super agent Jon Le Bon, několik dílů německého seriálu Místo činu a další.
V současnosti s kolegy účinkuje také ve vzpomínkovém pořadu Návštěvní den u Miloslava Šimka.

### Rodina
Jana Mařasová má dva syny (Roberta a Zbyška), jejím partnerem je herec Zbyšek Pantůček. S rodinou se odstěhovala z Prahy. Je vášnivou chovatelkou a milovnicí zvířat.

## Ocenění
V roce 2002 byla nominovaná na cenu Františka Filipovského za nejlepší ženský herecký výkon v dabingu.

## Herecká filmografie
- Kousek nebe (2004)
- Konec básníků v Čechách (1993)
- Dlouhá míle (TV seriál) (1989)
- Anděl svádí ďábla (1987)
- Strašidla z Vikýře (1987)
- Fontána pre Zuzanu (1985)
- Zastihla mě noc (1985)
- Anděl s ďáblem v těle (1983)